# Фёдоровка (приток Ортона)
Фёдоровка — река в России, протекает по Междуреченскому району Кемеровской области.
Устье реки находится в 52 км по левому берегу реки Ортон. Длина реки составляет 21 км.

## Данные водного реестра
По данным государственного водного реестра России относится к Верхнеобскому бассейновому округу, водохозяйственный участок реки — Томь от истока до города Новокузнецк, без реки Кондома, речной подбассейн реки — Томь. Речной бассейн реки — (Верхняя) Обь до впадения Иртыша.